# Habu Gumel

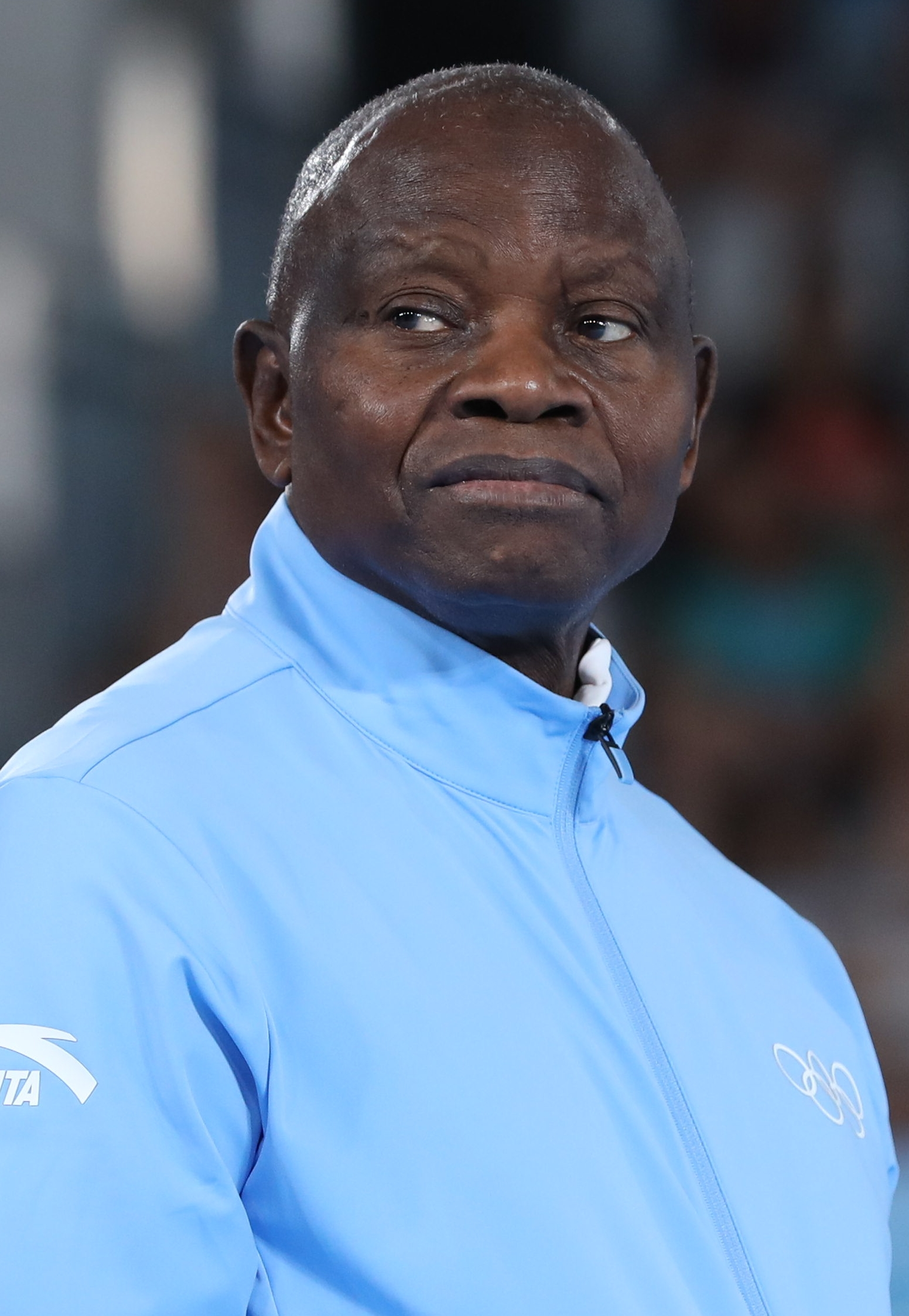
Habu Ahmed Gumel in seiner Funktion als Mitglied des Internationalen Olympischen Komitees bei einer Siegerehrung bei den Olympischen Jugend-Sommerspielen 2018.

Habu Ahmed Gumel (* 1. April 1949) ist ein nigerianischer Ingenieur und Sportfunktionär.

## Allgemeines
Habu Gumel studierte am zivilen Institut für Bauwesen in Kiew in der ehemaligen Sowjetunion (heute Ukraine) und machte 1976 seinen Bachelor und Master als Bauingenieur. Zurück in Nigeria konnte er sich als Ingenieur in viele verschiedene kommunale und staatliche Bau- und Entwicklungsprogramme einbringen. 

## Karriere als Sportfunktionär
Gumel war aktiver Volleyballspieler. Nach seiner Karriere wurde er 1988 Vorsitzender des nigerianischen Volleyball-Verbandes. 1997 wurde er zum Vizepräsidenten der afrikanischen Volleyball-Föderation berufen. Für das nigerianische NOK fungierte er von 1997 bis 2001 als Schatzmeister. Von 2001 bis 2010 und seit 2014 ist er der Präsident des nigerianischen NOKs. 
Seit 1998 ist er Finanzsekretär der Fédération Internationale de Volleyball und seit 2008 der Vizepräsident. Für die FIVB arbeitete er als technischer Direktor für die Olympischen Spiele von London 2012. 
Gumel war bzw. ist in weiteren verschiedenen Organisationen tätig. So war er 2002 bis 2003 Komitee-Mitglied der Afrikaspiele, 2005 bis 2007 Technischer Direktor des Bewerbungskomitees von Abuja zur Ausrichtung der Commonwealth Games 2014. Von 2005 bis 2009 war er Präsident der Zone 3 des Association of National Olympic Committees of Africa (ANOCA). Seit 2009 ist er Schatzmeister der ANOCA. 

## Tätigkeiten innerhalb des IOC
Habu Gumel wurde 2009 zum IOC-Mitglied gewählt. Er ist seit dieser Zeit Mitglied verschiedener Kommissionen des IOC gewesen. Von 2010 bis 2015 war er Mitglied der Kommission Sport und Umwelt, von 2014 bis 2015 der Kommission TV-Rechte und neue Medien. Seit 2013 ist er Mitglied der Koordinations-Kommission für die Olympischen Sommerspiele von Tokio 2020.